# 무함마드 아민 칸
무함마드 아민 칸(러시아어: Мухаммад Амин-хан, 1817년 ~ 1855년)은 1845년부터 1855년까지의 우즈베크족의 일곱 번째 통치자이자 49대 히바 칸국의 칸이다.
1845년에 라힘쿨로프 칸이 사망한 이후 그를 이어 동생인 무함마드 아민이 히바 칸국의 칸이 되었다.

## 국내 정책
1845년부터 1855년까지 무함마드 아민 칸의 통치 아래 유목민들을 달래기 위한 히바 중앙정부의 정책은 어느 정도 성공했다. 또한, 칸은 메르브과 코라산 주에 10번이나 원정하여 이 지역을 점령하기도 했다. 또한, 외교적으로는 오스만 제국, 페르시아, 아프가니스탄, 러시아 제국과 외교 관계를 유지했다.

## 외교 정책
1846년 12월에는 클라흐 니야즈무함메도프와 미스킨 수크룰로라는 두 사신이 히바에서 오렌부르크로 도착했다. 1847년 3월 9일, 이들은 샹트페테르부르크로 도착했다. 이 대사는 시르다리야강 근처에서 러시아군이 라임스코고 요새를 건축한 것에 대해 항의했지만, 러시아의 차르 니콜라이 1세는 이를 무시했다. 1847년부터 1848년까지 러시아 제국군과 히바 육군이 소규모로 계속해서 접전을 벌였다. 이런 상황에서 무함마드 아민 칸은 이 문제를 평화적 해결법으로 전환하고자 했다. 1850년에는 히바 대사 효자 메라 알라베르디프가 샹트페테르부르크로 다시 향했다. 그럼에도 불구하고, 평화에 대한 이야기는 제대로 협의하지 못했다.

## 문화 정책

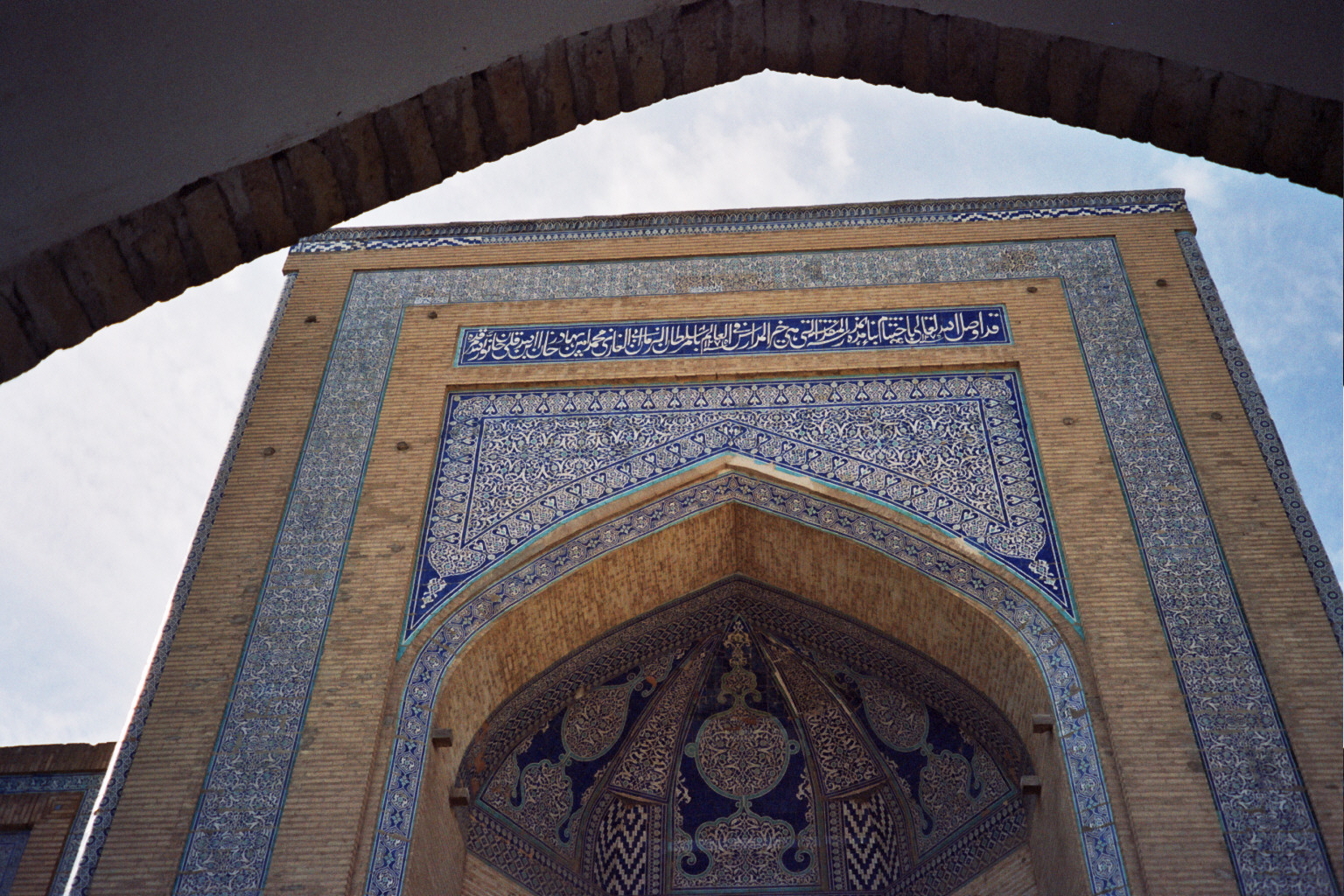
마드라사 무함마드 아민 칸.

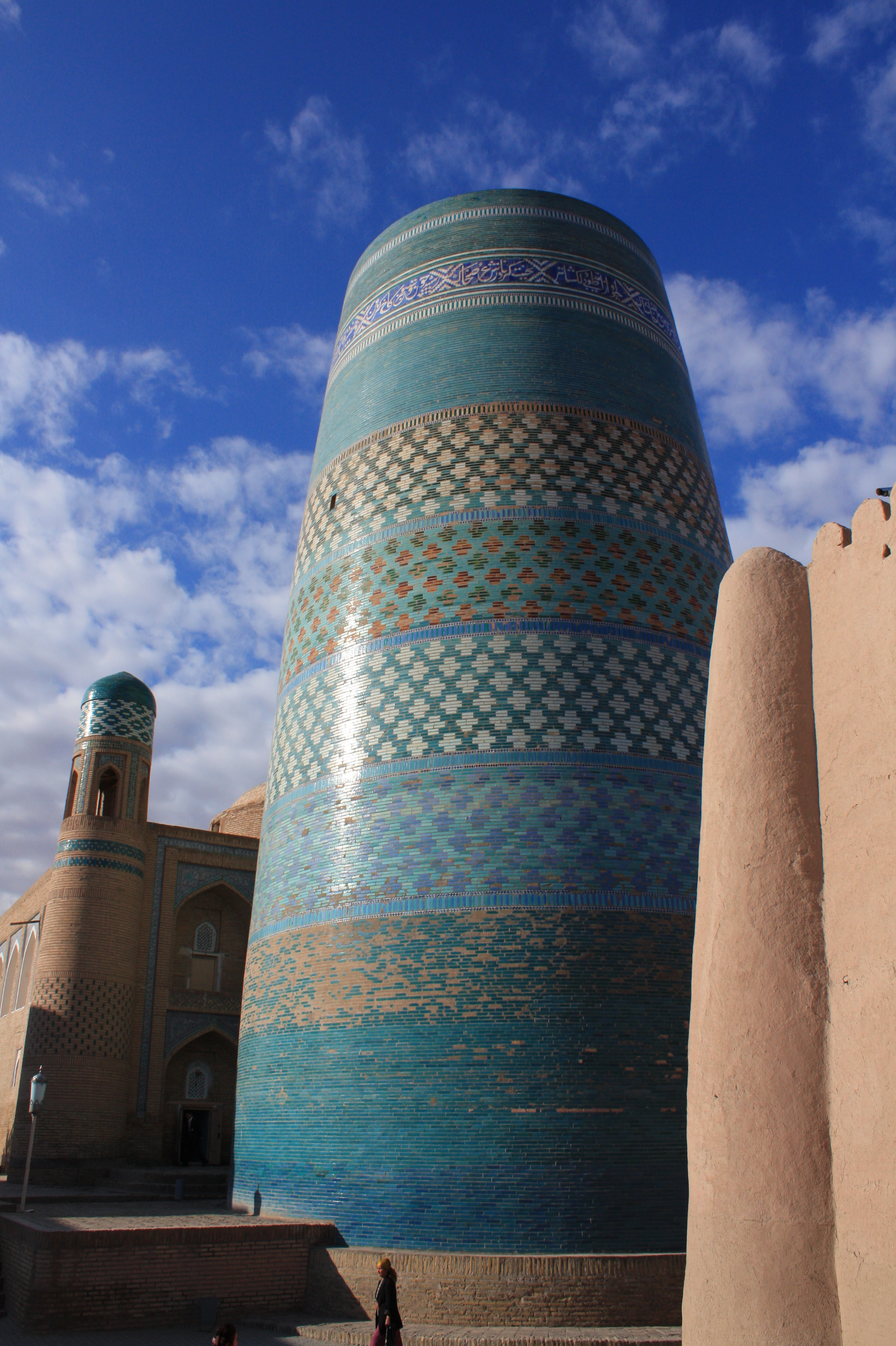
미노르 칼타 탑.

무함마드 아민 칸은 히바에서 가장 큰 마드라사를 건축하고 이 마드라사에 그의 이름을 붙였다. 전성기에는 100여명의 학생들이 있었다 또한, 이 시기에는 히바에서 가장 유명한 칼타 미노르가 건설되었는데 칼타 미노르는 1852년 히바 칸국의 무함마드 아민 칸이 원래 100m의 높이로 중앙아시아 최대의 미나렛을 지으려고 하였으나 칸이 사망하면서 건설이 중단되었고 높이는 28m에 그쳤다. 하지만 이러한 무함마드 아민 칸의 재위기에 있얶던 건설사업에는 다른 나라에서 강제로 포로가 되었거나 연행된 기술자가 동원되었다. 1852년에 아가키 역사학자는 이 때 화레즘에 대한 역사서를 작성했다.

## 죽음
무함마드 아민 칸은 1855년 패배에 가까운 정도의 전투에서 전사했다.
히바 칸국에 그의 사망 소식이 전해지자 이후 그의 아들인 압둘라 칸에게 칸의 지위가 넘겨졌지만, 그 또한 6개월후 유목민과의 전투 도중 사망했다. 이후 쿠트루크 무라드 칸이 칸 지위를 이어받았다. 그렇지만 그 또한 다른 칸들과 같이 유목민과의 전투 도중 사망했다.

## 참고 문헌
- (러시아어) Гуломов Х.Г., Дипломатические отношения государств Средней Азии с Россией в XVIII – первой половине XIX века. Ташкент, 2005
- (러시아어) Гулямов Я.Г., История орошения Хорезма с древнейших времен до наших дней. Ташкент. 1957
- (러시아어) История Узбекистана. Т.3. Т.,1993.
- (러시아어) История Узбекистана в источниках. Составитель Б.В. Лунин. Ташкент, 1990
- (러시아어) История Хорезма. Под редакцией И.М.Муминова. Ташкент. 1976.

| 전임 라힘쿨로프 칸 | 제49대 히바 칸국의 칸 1845년 ~ 1855년 | 후임 압둘라 칸 |